# Laurent Blanc
Laurent Blanc (Alès, 1965. november 11. –) francia labdarúgó. 2007‑től a FC Girondins de Bordeaux edzője. 2010. június 26-tól 2012. június 30-ig a francia futballválogatott edzője volt. Blanc annak a francia válogatottnak volt egyik legkiemelkedőbb játékosa, amely megnyerte az 1998-as labdarúgó-világbajnokságot és 2000-ben az Európa-bajnokságot. 1994-ben csapatával megnyerte a Kirin-Kupát.

## Pályafutása
A L’Olympique d’Alès en Cévennes ificsapatában kezdett játszani. 1980-ban került a Montpellier Hérault SC-be. Középpályásként játszott, kitűnő egyéni technikával rendelkezett, felismerte a játékhelyzeteket. 1987-ben a Montpellier első osztályú csapat lett. Blanc az U21-es labdarúgó-Európa-bajnokságon is középpályás poszton játszott.
Az 1989–1990-es szezonban Michel Mézy kérésére libero posztot töltött be. Mivel ekkor Blanc még túl fiatal volt erre a posztra, nagyon nem szívesen vállalta el. A következő szezonban is libero maradt, de ez nem akadályozta meg abban, hogy a francia bajnokság alatt klubja legjobb góllövője legyen (14 gól: főleg büntetőből lőtt és fejes gólok).
1989-ben Michel Platini válogatott-edző behívta a francia válogatottba és Blanc első mérkőzését Írország ellen játszotta 1989. február 7-én. Gérard Houllier idejében, amikor Fabien Barthez, Lilian Thuram, Laurent Blanc, Marcel Desailly és Bixente Lizarazu együtt képeztek védelmi vonalat, a francia csapat verhetetlen volt.
1997-ben Rolland Courbis edző elhívta az Olympique de Marseille csapatához. Blanc sokat tett a meglehetősen önbizalmát vesztett csapatért. Már az első szezonban 11 gólt lőtt és az OM a francia bajnokság negyedik helyén végzett. A legnehezebb helyzetekben is higgadtan viselkedett és jó hatással volt csapattársaira, akik ekkoriban kezdték őt elnöknek hívni.
A francia válogatottban összesen 97 meccset játszott, 16 gólt szerzett és négyszer volt csapatkapitány.

## Légiós évek

### Olaszország
1991-ben az SSC Napoli‑hoz szerződött, ahol hátvédként játszott. Nehezen tudott alkalmazkodni csapatának taktikai elképzeléseihez. Egy tisztességesen lejátszott évad után (31 meccs és 6 gól) visszatért Franciaországba. Először a Nîmes Olympique‑ben majd 1993 és 1995 között az AS Saint-Étienne-ben játszott s ahol támadó hátvédként újra önmagára talált.
1999-ben az FC Internazionale Milano-hoz szerződött.

### Franciaország
Az 1995/96-os szezont az AJ Auxerre-nél töltötte. Lesérült, de a téli pihenő után visszajött és tökéletes évadot zárt.

### Spanyolország
Az 1996-os évad végén számos európai klub megkörnyékezte, de ő végül a FC Barcelonához került liberónak. Johan Cruijff szerződtette, akit a szerződés aláírása napján elbocsátottak. Blanc 1997-ben, egy évvel a világbajnokság előtt visszatért Franciaországba.

### Anglia
2001 és 2003 között a Manchester United FC játékosa volt.

## Sikerei, díjai

### Játékosként
- Montpellier:
  - Kupagyőztes: 1989–90
- Auxerre:
  - Bajnok: 1995–96
  - Kupagyőztes: 1995–96
- Barcelona:
  - Szuperkupa-győztes: 1996
  - KEK-győztes: 1996–97
- Manchester:
  - Bajnok: 2002–03
- U21-es válogatott:
  - Európa-bajnok: 1988
- Válogatott:
  - Világbajnok: 1998
  - Európa-bajnok: 2000

### Edzőként
- Bordeaux:
  - Szuperkupa-győztes: 2008, 2009
  - Ligakupa-győztes: 2008–09
  - Bajnok: 2008–09

### Egyéni elismerések
- A francia Becsületrend: 1998 [1][2]
- Az év játékosa az Internazionálénál: 2000[3]
- Az évszázad negyedik legjobb francia labdarúgója címet kapta a l'Équipe francia sportújságtól: 2000
- Az első osztályú labdarúgó csapatok legjobb edzője címet kapta a Francia Profi Futballisták Nemzeti Egyesületétől (UFNP): 2008

## Statisztika

### Klub
| Teljesítmény klubjában | Teljesítmény klubjában | Teljesítmény klubjában | Bajnokság | Bajnokság                              | Kupa            | Kupa            | Ligakupa          | Ligakupa          | Nemzetközi | Nemzetközi | Összesen | Összesen |
| Szezon                 | Klub                   | Bajnokság              | Mérk.     | Gól                                    | Mérk.           | Gól             | Mérk.             | Gól               | Mérk.      | Gól        | Mérk.    | Gól      |
| Franciaország          | Franciaország          | Franciaország          | Bajnokság | Bajnokság                              | Coupe de France | Coupe de France | Coupe de la Ligue | Coupe de la Ligue | Európa     | Európa     | Összesen | Összesen |
| ---------------------- | ---------------------- | ---------------------- | --------- | -------------------------------------- | --------------- | --------------- | ----------------- | ----------------- | ---------- | ---------- | -------- | -------- |
| 1983–84                | Montpellier            | Ligue 2                | 15        | 0                                      |                 |                 |                   |                   | -          | -          |          |          |
| 1984–85                | Montpellier            | Ligue 2                | 32        | 5                                      |                 |                 |                   |                   | -          | -          |          |          |
| 1985–86                | Montpellier            | Ligue 2                | 29        | 6                                      |                 |                 |                   |                   | -          | -          |          |          |
| 1986–87                | Montpellier            | Ligue 2                | 34        | 18                                     |                 |                 |                   |                   | -          | -          |          |          |
| 1987–88                | Montpellier            | Ligue 1                | 24        | 6                                      |                 |                 |                   |                   | -          | -          |          |          |
| 1988–89                | Montpellier            | Ligue 1                | 35        | 15                                     |                 |                 |                   |                   | 2          | 0          |          |          |
| 1989–90                | Montpellier            | Ligue 1                | 36        | 12                                     |                 |                 |                   |                   | -          | -          |          |          |
| 1990–91                | Montpellier            | Ligue 1                | 38        | 14                                     |                 |                 |                   |                   | 6          | 1          |          |          |
| Olaszország            | Olaszország            | Olaszország            | Bajnokság | Bajnokság                              | Coppa Italia    | Coppa Italia    | Ligakupa          | Ligakupa          | Európa     | Európa     | Összesen | Összesen |
| 1991–92                | Napoli                 | Serie A                | 31        | 6                                      |                 |                 |                   |                   | -          | -          |          |          |
| Franciaország          | Franciaország          | Franciaország          | Bajnokság | Bajnokság                              | Coupe de France | Coupe de France | Coupe de la Ligue | Coupe de la Ligue | Európa     | Európa     | Összesen | Összesen |
| 1992–93                | Nîmes Olympique        | Ligue 1                | 29        | 1                                      |                 |                 |                   |                   | -          | -          |          |          |
| 1993–94                | Saint-Étienne          | Ligue 1                | 33        | 5                                      |                 |                 |                   |                   | -          | -          |          |          |
| 1994–95                | Saint-Étienne          | Ligue 1                | 37        | 13                                     |                 |                 |                   |                   | -          | -          |          |          |
| 1995–96                | Auxerre                | Ligue 1                | 23        | 2                                      |                 |                 |                   |                   | 1          | 0          |          |          |
| Spanyolország          | Spanyolország          | Spanyolország          | Bajnokság | Bajnokság                              | Copa del Rey    | Copa del Rey    | Copa de la Liga   | Copa de la Liga   | Európa     | Európa     | Összesen | Összesen |
| 1996–97                | FC Barcelona           | La Liga                | 28        | 1                                      | 5               | 0               | -                 | -                 | 5          | 0          | 38       | 1        |
| Franciaország          | Franciaország          | Franciaország          | Bajnokság | Bajnokság                              | Coupe de France | Coupe de France | Coupe de la Ligue | Coupe de la Ligue | Európa     | Európa     | Összesen | Összesen |
| 1997–98                | Olympique Marseille    | Ligue 1                | 31        | 11                                     |                 |                 |                   |                   | -          | -          |          |          |
| 1998–99                | Olympique Marseille    | Ligue 1                | 32        | 2                                      |                 |                 |                   |                   | 10         | 1          |          |          |
| Olaszország            | Olaszország            | Olaszország            | Bajnokság | Bajnokság                              | Coppa Italia    | Coppa Italia    | Ligakupa          | Ligakupa          | Európa     | Európa     | Összesen | Összesen |
| 1999–00                | Internazionale         | Serie A                | 34        | 3                                      |                 |                 |                   |                   | -          | -          |          |          |
| 2000–01                | Internazionale         | Serie A                | 33        | 3                                      |                 |                 |                   |                   | 9          | 0          |          |          |
| Anglia                 | Anglia                 | Anglia                 | Bajnokság | Bajnokság                              | FA-kupa         | FA-kupa         | League Cup        | League Cup        | Európa     | Európa     | Összesen | Összesen |
| 2001–02                | Manchester United      | Premier League         | 29        | 1                                      | 2               | 0               | 0                 | 0                 | 15         | 2          | 46       | 3        |
| 2002–03                | Manchester United      | Premier League         | 19        | 0                                      | 1               | 0               | 0                 | 0                 | 9          | 1          | 29       | 1        |
| Összesen               | Franciaország          | Franciaország          | 428       | 110\|\|\|\|\|\|\|\|\|\|19\|\|1\|\|\|\| |                 |                 |                   |                   |            |            |          |          |
| Összesen               | Olaszország            | Olaszország            | 98        | 12\|\|\|\|\|\|\|\|\|\|9\|\|0\|\|\|\|   |                 |                 |                   |                   |            |            |          |          |
| Összesen               | Spanyolország          | Spanyolország          | 28        | 1                                      | 5               | 0               | 0                 | 0                 | 5          | 0          | 38       | 1        |
| Összesen               | Anglia                 | Anglia                 | 48        | 1                                      | 3               | 0               | 0                 | 0                 | 24         | 3          | 75       | 4        |
| Karrierje összesen     | Karrierje összesen     | Karrierje összesen     | 602       | 124\|\|\|\|\|\|\|\|\|\|57\|\|4\|\|\|\| |                 |                 |                   |                   |            |            |          |          |

### Válogatott góljai
| #  | Időpont             | Helyszín                                         | Ellenfél      | Állás | Végeredmény | Kiírás           |
| -- | ------------------- | ------------------------------------------------ | ------------- | ----- | ----------- | ---------------- |
| 1  | 1989. november 18.  | Stadium Municipal, Toulouse, Franciaország       | Ciprus        | 2 – 0 | 2–0         | Vb-selejtező     |
| 2  | 1990. január 21.    | Kazma SC Stadium, Kuvaitváros, Kuvait            | Kuvait        | 0 – 1 | 0–1         | Barátságos       |
| 3  | 1991. február 20.   | Parc des Princes, Paris, Franciaország           | Spanyolország | 3 – 1 | 3–1         | Eb-selejtező     |
| 4  | 1991. augusztus 14. | Stadion Miejski, Poznań, Lengyelország           | Lengyelország | 1 – 4 | 1–5         | Barátságos       |
| 5  | 1993. február 17.   | Ramat Gan Stadion, Ramat Gan, Izrael             | Izrael        | 0 – 2 | 0–4         | Vb-selejtező     |
| 6  | 1993. február 17.   | Ramat Gan Stadion, Ramat Gan, Izrael             | Izrael        | 0 – 3 | 0–4         | Vb-selejtező     |
| 7  | 1993. szeptember 8. | Ratina Stadion, Tampere, Finnország              | Finnország    | 0 – 1 | 0–2         | Vb-selejtező     |
| 8  | 1995. április 26.   | Stade de la Beaujoire, Nantes, Franciaország     | Szlovákia     | 3 – 0 | 4–0         | Eb-selejtező     |
| 9  | 1996. június 1.     | Gottlieb-Daimler-Stadion, Stuttgart, Németország | Németország   | 0 – 1 | 0–1         | Barátságos       |
| 10 | 1996. június 18.    | St James’ Park, Newcastle, Anglia                | Bulgária      | 1 – 0 | 3–1         | Európa-bajnokság |
| 11 | 1996. október 9.    | Parc des Princes, Párizs, Franciaország          | Törökország   | 1 – 0 | 4–0         | Barátságos       |
| 12 | 1998. február 25.   | Stade Vélodrome, Marseille, Franciaország        | Norvégia      | 1 – 1 | 3–3         | Barátságos       |
| 13 | 1998. május 29.     | Stade Mohamed V, Casablanca, Marokkó             | Marokkó       | 1 – 1 | 2–2         | Hassan II Trophy |
| 14 | 1998. június 28.    | Stade Félix-Bollaert, Lens, Franciaország        | Paraguay      | 1 – 0 | 1–0         | Világbajnokság   |
| 15 | 2000. április 26.   | Stade de France, Saint-Denis, Franciaország      | Szlovénia     | 2 – 2 | 3–2         | Barátságos       |
| 16 | 2000. június 11.    | Jan Breydel Stadion, Brugge, Belgium             | Dánia         | 1 – 0 | 3–0         | Európa-bajnokság |

### Statisztikái edzőként
| Ország             | Csapat             | Tól/től            | Ig                 | Statisztika | Statisztika | Statisztika | Statisztika | Statisztika | Statisztika | Statisztika | Statisztika |
| Ország             | Csapat             | Tól/től            | Ig                 | M           | Gy          | V           | D           | Gy %        | RG          | KG          | +/-         |
| ------------------ | ------------------ | ------------------ | ------------------ | ----------- | ----------- | ----------- | ----------- | ----------- | ----------- | ----------- | ----------- |
| FRA                | Bordeaux           | 2007               |                    | 77          | 47          | 17          | 13          | 61.04%      | 133         | 72          | +61         |
| Karrierje összesen | Karrierje összesen | Karrierje összesen | Karrierje összesen | 77          | 47          | 17          | 13          | 61.04%      | 133         | 72          | +61         |

## Fordítás
- Ez a szócikk részben vagy egészben  a   Laurent Blanc című francia Wikipédia-szócikk fordításán alapul.  Az eredeti cikk szerkesztőit annak laptörténete sorolja fel. Ez a jelzés csupán a megfogalmazás eredetét és a szerzői jogokat jelzi, nem szolgál a cikkben szereplő információk forrásmegjelöléseként.
- Ez a szócikk részben vagy egészben  a   Laurent Blanc című angol Wikipédia-szócikk fordításán alapul.  Az eredeti cikk szerkesztőit annak laptörténete sorolja fel. Ez a jelzés csupán a megfogalmazás eredetét és a szerzői jogokat jelzi, nem szolgál a cikkben szereplő információk forrásmegjelöléseként.